# Arno Niska
Jonas Arno Arvi Niska, ursprungligen Niskanen, född 29 mars 1892 i Sortanlahti, död okänt år, var en finländsk skådespelare.
Niska var gift med skådespelaren Aino Haverinen, med vilken han hade ett barn.
Som skådespelare var Niskas karriär måttligt framgångsrik och efter en föreställning av Glada änkan i april 1919, då Niska spelade Danilo, skrev en recensent för Wiborgs Nyheter att Niska kunde karaktäriseras "bäst med orden 'vilja men inte kunna'". Mest känd för allmänheten blev Niska som ledare för den resande operetten Suomalainen Operetti, som han påstod sig ha varit med att grunda tillsammans med hustrun Aino Haverinen och Erkki Kivijärvi i december 1913. På hösten 1919 utbröt ett ordkrig i Wiborgs Nyheter mellan Niska och några av hans kritiker som ifrågasatte Niskas ledarskap och hävdade att han tog åt sig äran för operettens framgångar, medan det i själva verket var på Pasi Jääskeläinens initiativ som operetten kom till. Niska å sin sida menade att Jääskeläinen bara deltagit i en av operettens första turnéer.